# كأس النخبة اللبناني 2019
كأس النخبة اللبناني 2019 هي النسخة الثانية والعشرين من كأس النخبة اللبناني، البطولة التحضيرية التي تقام سنويًا قبل بداية الموسم، وتشارك فيها الفرق الأربعة التي أنهت الدوري اللبناني الممتاز في المراكز بين السابع والعاشر بالإضافة إلى الفريقين الصاعدين من الدرجة الثانية.
لعبت البطولة بين 20 تمّوز و25 آب 2019، وحقق اللقب شباب الساحل بعد تعادله 3–3 وفوزه 5–3 بركلات الترجيح في النهائي على الأنصار.

## مرحلة المجموعات

### المجموعة أ
| م | الفريق         | لعب | ف | ت | خ | أ.له | أ.ع | أ.ف | نقاط | التأهل                            |
| - | -------------- | --- | - | - | - | ---- | --- | --- | ---- | --------------------------------- |
| 1 | شباب الساحل    | 2   | 2 | 0 | 0 | 4    | 0   | +4  | 6    | Qualification for the نصف النهائي |
| 2 | الشباب الغازية | 2   | 0 | 1 | 1 | 2    | 3   | −1  | 1    | Qualification for the نصف النهائي |
| 3 | العهد          | 2   | 0 | 1 | 1 | 2    | 5   | −3  | 1    |                                   |

| العهد | 0–3   | شباب الساحل                                               |
| ----- | ----- | --------------------------------------------------------- |
|       | تقرير | - حيدر عواضة 56' - محمد نصر الدين 74' - داوودا ديمييه 87' |

| العهد                           | 2–2   | الشباب الغازية                 |
| ------------------------------- | ----- | ------------------------------ |
| - مهدي فحص 45' - محمود ماجد 60' | تقرير | - رامي فقيه 36' - علي فقيه 68' |

| شباب الساحل           | 1–0   | الشباب الغازية |
| --------------------- | ----- | -------------- |
| - باكاري كوليبالي 16' | تقرير |                |

### المجموعة ب
| م | الفريق              | لعب | ف | ت | خ | أ.له | أ.ع | أ.ف | نقاط | التأهل                            |
| - | ------------------- | --- | - | - | - | ---- | --- | --- | ---- | --------------------------------- |
| 1 | الأنصار             | 2   | 2 | 0 | 0 | 4    | 1   | +3  | 6    | Qualification for the نصف النهائي |
| 2 | الإخاء الأهلي عاليه | 2   | 1 | 0 | 1 | 1    | 1   | 0   | 3    | Qualification for the نصف النهائي |
| 3 | النجمة              | 2   | 0 | 0 | 2 | 1    | 4   | −3  | 0    |                                   |

| الأنصار         | 1–0   | الإخاء الأهلي عاليه |
| --------------- | ----- | ------------------- |
| - محمود كجك 80' | تقرير |                     |

| الأنصار                                            | 3–1   | النجمة               |
| -------------------------------------------------- | ----- | -------------------- |
| - حسن شعيتو 28' - حسن معتوق 44' - حسام اللواتي 54' | تقرير | - إيساكا أبودو 90+1' |

| الإخاء الأهلي عاليه | 1–0   | النجمة |
| ------------------- | ----- | ------ |
| - كريم درويش 50'    | تقرير |        |

## مرحلة خروج المغلوب

### نصف النهائي
| شباب الساحل                            | 2–0   | الإخاء الأهلي عاليه |
| -------------------------------------- | ----- | ------------------- |
| - عبد العزيز نداي 25' - حسن كوراني 58' | تقرير |                     |

| الأنصار                                                                             | 5–0   | الشباب الغازية |
| ----------------------------------------------------------------------------------- | ----- | -------------- |
| - حسن معتوق 9' (ج) - سوني سعد 20' - مويسيس لوكاس 33' - سوني سعد 62' - حسن معتوق 67' | تقرير |                |

### النهائي
| شباب الساحل                                                            | 3–3 (ب.و.إ.) | الأنصار                                                 |
| ---------------------------------------------------------------------- | ------------ | ------------------------------------------------------- |
| - عباس عطوي 41' - داوودا ديمييه 48' - باكاري كوليبالي 55'              | تقرير        | - عباس عطوي أونيكا 18' - حسن معتوق 60' - الحاج مالك 65' |
| ركلات الترجيح                                                          |              |                                                         |
| - عباس عطوي - باكاري كوليبالي - عباس عاصي - حسن كوراني - داوودا ديمييه | 5–3          | - حسن معتوق - حسام اللواتي - الحاج مالك - محمود كجك     |

## الهدافون
| الترتيب | اللاعب          | النادي      | الأهداف |
| ------- | --------------- | ----------- | ------- |
| 1       | حسن معتوق       | الأنصار     | 4       |
| 2       | سوني سعد        | الأنصار     | 2       |
| 2       | باكاري كوليبالي | شباب الساحل | 2       |
| 2       | داوودا ديمييه   | شباب الساحل | 2       |
| 3       | 17 لاعب         | 17 لاعب     | 1       |